# Скрынникова, Татьяна Дмитриевна
Татья́на Дми́триевна Скры́нникова (род. 24 сентября 1948, Чкалов) — российский монголовед, доктор исторических наук, профессор. Главный научный сотрудник Отдела буддологии, культурологии и религиоведения Института монголоведения, буддологии и тибетологии СО РАН (Улан-Удэ, Бурятия); заведующая отделом Центральной и Южной Азии Института восточных рукописей РАН (Санкт-Петербург).

## Биография
В 1974 году окончила Восточный факультет Ленинградского государственного университета.
С 1974 и по настоящее время последовательно — младший, научный, старший, ведущий, главный научный сотрудник Отдела буддологии, культурологии и религиоведения ИМБТ СО РАН.
Обучалась в аспирантуре Ленинградского отделения Института востоковедения АН СССР (1978—1981); с 1982 — кандидат исторических наук, тема диссертации: «Ламаистская церковь в политической жизни Халхи: (XVI—начало XX в.)».
С 1995 — доктор исторических наук, с 2002 — профессор. Владеет монгольским и английским языками.
Исследовательские интересы: кочевниковедение, история Монголии, буддизм в России и Монголии, политическая, социальная и культурная антропология, традиционная культура монгольских народов, национальное возрождение, идентификация, этническое самосознание, социокультурная модернизация. Автор более 160 опубликованных работ.

## Основные работы
- Скрынникова Т. Д. Ламаистская церковь и государство. Внешняя Монголия XVI – начало XX века / Бурятск. ин-т обществен. наук СО АН СССР. — Новосибирск: Наука. Сиб. отд-ние, 1988. — 104 с.
- Скрынникова Т. Д. Харизма и власть в эпоху Чингис-хана. — М.: ИФ «Восточная литература» РАН, 1997. — 216 с.
- Батоева Д. Б., Галданова Г. Р., Николаева Д. А., Скрынникова Т. Д. Обряды в традиционной культуре бурят / Отв. ред. Т. Д. Скрынникова. — М.: ИФ «Восточная литература» РАН, 2002. — 224 с.
- Амоголонова Д. Д., Елаева И. Э., Скрынникова Т. Д. Бурятская этничность в контексте социокультурной модернизации (постсоветский период). — Иркутск: РПЦ «Радиан», 2005. — 246 с.
- Крадин Н. Н., Скрынникова Т. Д. Империя Чингис-хана. — М.: ИФ «Восточная литература» РАН, 2006. — 558 с. — 1200 экз. — ISBN 5-02-018521-3. Архивировано 9 сентября 2011 года. (в пер.)
- Скрынникова Т. Д. Харизма и власть в эпоху Чингис-хана. — СПб.: Евразия, 2013. — 384 с. — 1000 экз. — ISBN 978-5-91852-074-1. (в пер.)

Библиография работ
- Скрынникова Т. Д. // Бойкова Е. В. Библиография отечественных работ по монголоведению 1946—2000 гг. / Ин-т востоковедения РАН. — М.: Восточная литература, 2005. — С. 682. (Ссылка на 53 кн. и ст. за 1982—2000 гг.)